# 木戸正二郎

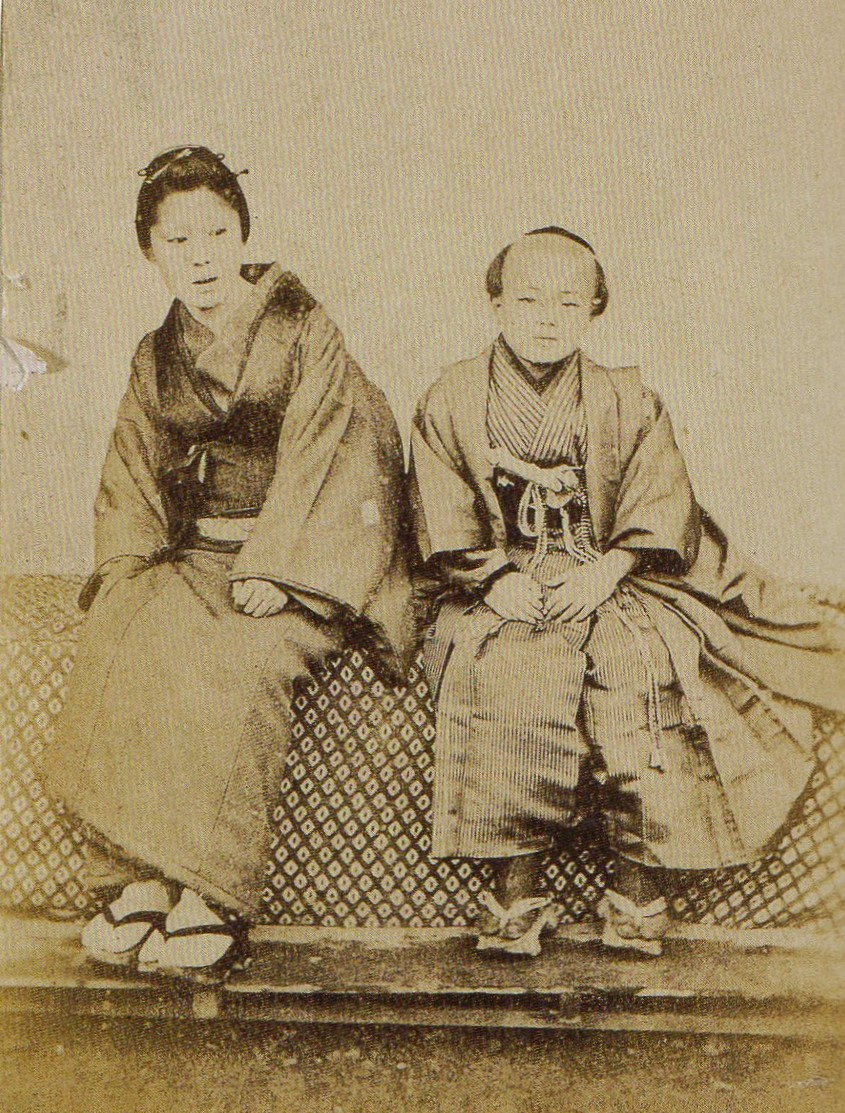
木戸松子と正二郎

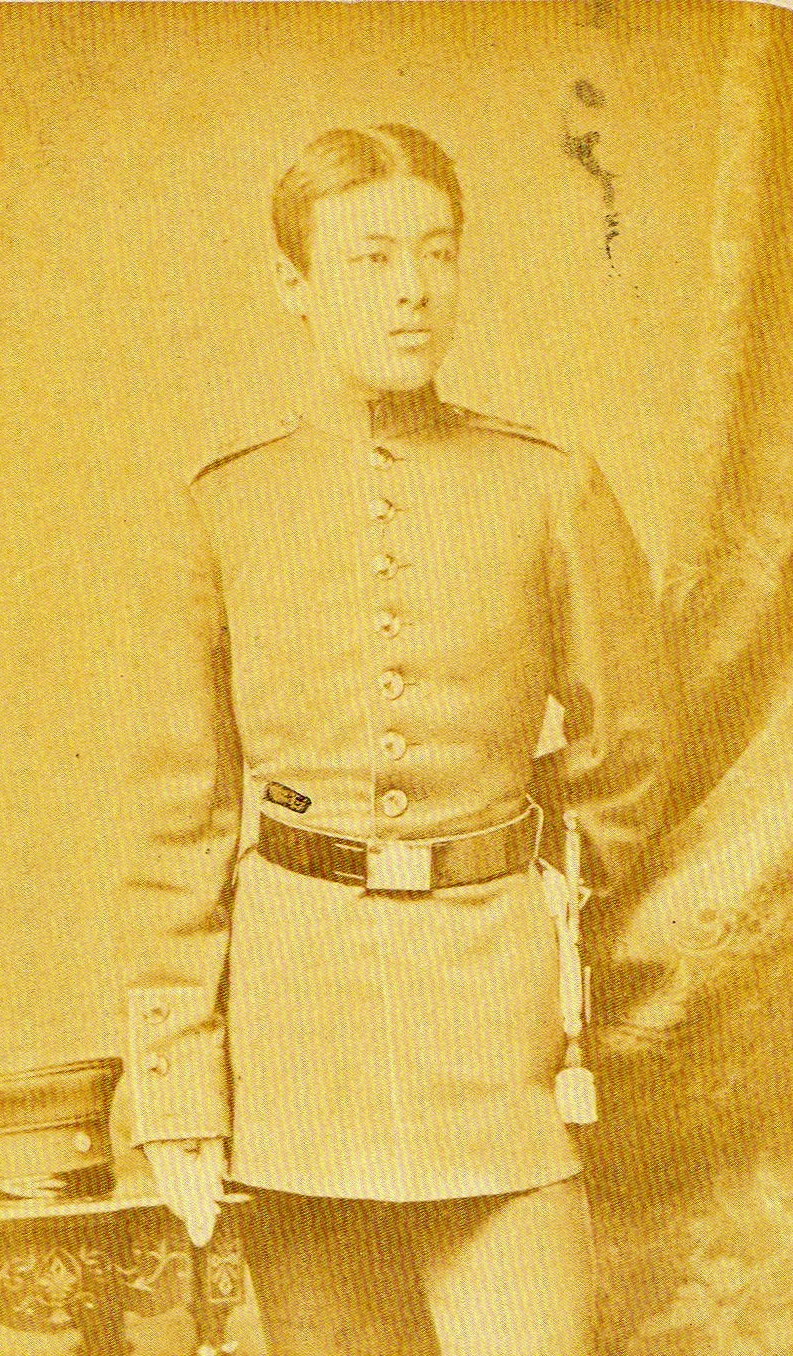
木戸正二郎、明治17年

木戸 正二郎（きど しょうじろう、文久元年8月12日（1861年9月16日） - 明治17年（1884年）10月28日）は、明治時代前期の華族。来原良蔵の次男。母は木戸孝允の妹・治子。木戸孝允の養嗣子。

## 生涯
慶応2年（1866年）5月18日、伯父である木戸寬治（孝允・桂小五郎）の養子となり、桂正二郎と称す。桂家では2年前の禁門の変で養子の勝三郎を失っていた。
明治4年（1871年）2月23日、大蔵省出仕、造幣寮事務修業のため、豊原百太郎、岡村篤馬、児玉勝之助・山口武とイギリス留学を命じられ、6月5日横浜港出帆。明治6年（1873年）、留学先のロンドンから自身の写真を送り、裏面に「木戸母上様」「父上様」と書かれている。
明治8年（1875年）5月1日、イギリスから帰国。同年11月17日、実母の治子が大阪で死去。明治9年（1876年）9月、帰国後に入学した第一大学区東京英語学校下等科を卒業。

### 家督相続
明治10年（1877年）5月26日、養父・孝允が京都にて病没し、8月7日、16歳の正二郎が家督相続する。明治11年（1878年）5月21日、華族に列す。6月、毛利元徳に正二郎の後見が依頼される。
明治13年（1880年）3月17日、ドイツ留学を許可される。ベルリンの兵学校で学ぶ。明治17年（1884年）7月7日、侯爵を授けられる。同年10月28日、帰国途中、セイロン島付近の船中で肝臓病のため死去。24歳没。墓所は多磨霊園。
同年11月18日、実兄の来原彦太郎が木戸家の相続人となり、20日に孝正と改名。
木戸家には、幼少期からの成長過程を、養父母の孝允・松子とともに写る正二郎の写真が多数残されている。